# François Duval (compositeur)
Pour les articles homonymes, voir Duval et François Duval.
François Duval, né en 1672 à Paris et mort le 27 janvier 1728 à Versailles, est un violoniste et compositeur de musique baroque, devenu l'un des représentants de l'École française du violon au XVIIe siècle.

## Biographie
Fils de François Duval père, qui fut membre de la « Communauté des Maîtres à danser » parisiens. Sa première composition Air nouveau apparut en 1699 dans Le Mercure Galant. En 1704, Duval entre au service du Duc d'Orléans. Puis, à partir de 1714, il intègre le célèbre groupe des Vingt-quatre Violons du Roi. On a de lui un certain nombre d'œuvres composées pour son instrument, dont six recueils de sonates pour le violon (1704 - 1720), comprenant des éléments dans le style italien de Corelli.

## Œuvres
- Premier Livre de sonates et autres pièces pour le violon et basse (1704)
- Second Livre à trois parties, sonates pour 2 violons et la basse (1706)
- Troisième Livre de sonates pour violon et la basse (1707)
- Quatriemme Livre de sonates (1708)
- Cinquième Livre de sonates à violon seul et la basse (1715)
- Amusements pour la chambre, à violon seul et la basse (1718)
- Les idées musiciennes, sonates pour violon seul et la basse (1720)